# Anton von Werner
Anton Alexander von Werner (n. 9 mai, 1843, Frankfurt (Oder), d. 4 ianuarie, 1915, Berlin a fost un pictor german. În 1873 a fost numit profesor iar în 1875 director al Academiei Regale de Arte Plastice din Berlin (Königliche Hochschule der bildenden Künste). În 1909, i-a urmat lui Hugo von Tschudi ca director al Galeriei Naționale din Berlin.

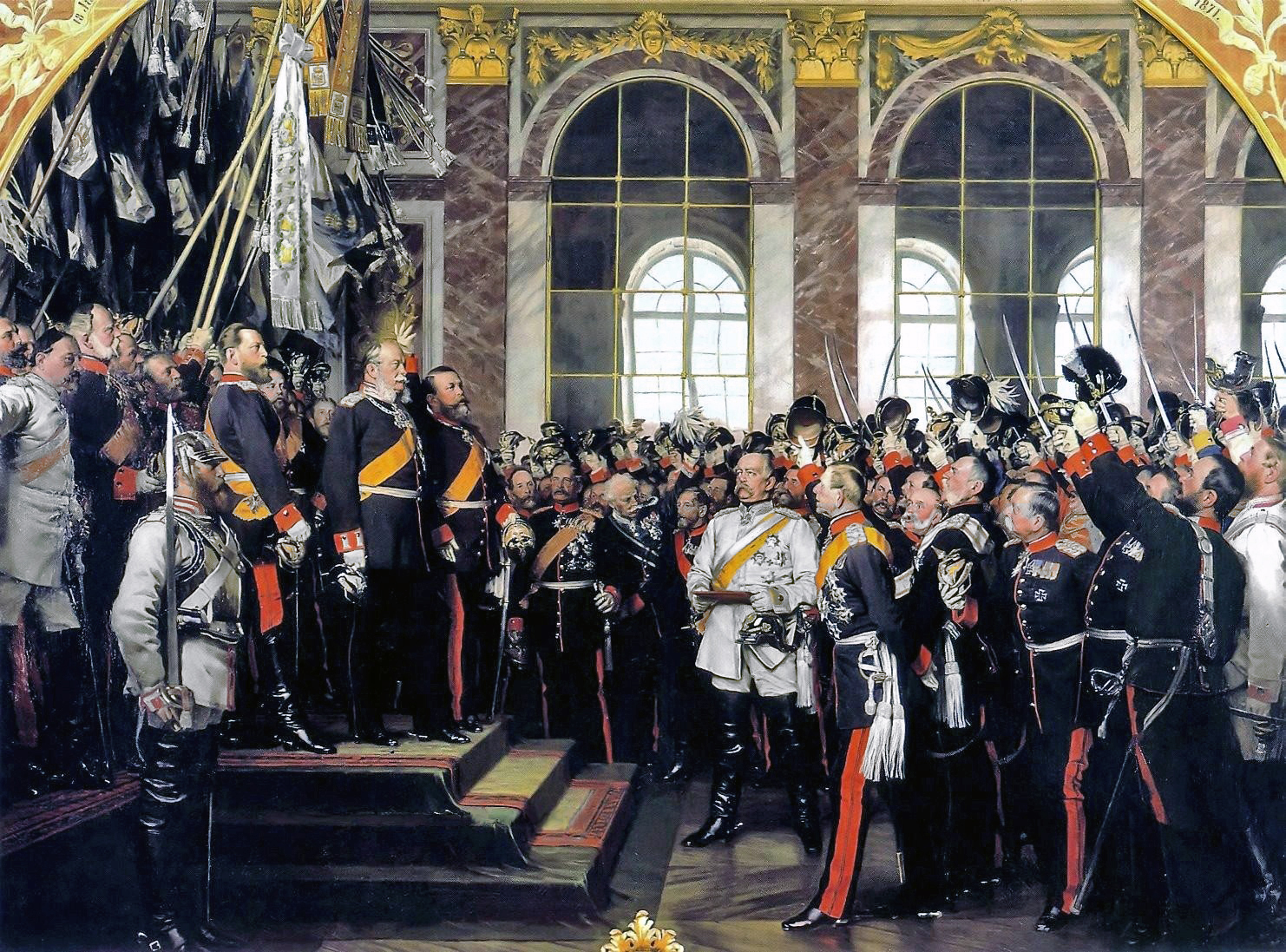
Proclamarea imperiului german (1877)

1. ↑  „Anton von Werner”, Gemeinsame Normdatei, accesat în 2 aprilie 2015
2. ↑  Autoritatea BnF, accesat în 10 octombrie 2015
3. ↑  CONOR.SI[*] Verificați valoarea |titlelink= (ajutor)
4. 1 2  Thieme-Becker-Vollmer[*] Verificați valoarea |titlelink= (ajutor)